# GSM služby
GSM služby jsou standardní soubor aplikací a funkcí dostupných prostřednictvím Globálního systému pro mobilní komunikace (GSM) uživatelům mobilních telefonů na celém světě. Standardy GSM jsou definovány dohodou 3GPP a implementovány do hardwaru a softwaru výrobci zařízení a mobilními operátory. Společný standard umožňuje používat stejné telefony se službami různých společností nebo dokonce roaming do různých zemí. GSM je celosvětově převládající standard mobilních telefonů.
Služby musí být schopné lokalizovat pohybující se telefon kdekoli na světě a akceptovat relativně malou kapacitu baterie, omezené možnosti vstupu/výstupu a slabé rádiové vysílače na mobilních zařízeních.

## Uskutečnění hovoru
Základní službou sítě GSM je uskutečnění telefonního hovoru. Jedná se o úplnou telekomunikační službu, což znamená, že pro její uskutečnění je účastníkovi k dispozici koncové zařízení – mobilní telefon (který je však na rozdíl od bytových telefonních přístrojů obvykle majetkem účastníka). Do mobilního telefonu musí být vložena aktivní SIM karta a musí být zaregistrovaný do sítě – jinými slovy má dostatečný signál.
Protože jak volající tak volaný účastník se může pohybovat kdekoli v mobilní síti, je uskutečnění hovoru poněkud složitější. Nejprve uživatel vytočí číslo, koho chce volat. Tento požadavek je mobilní sítí vyslán až na mobilní ústřednu, ke které je volající uživatel právě zaregistrován. Ústředna dotazem na návštěvnický registr (VLR) překontroluje oprávnění uživatele k uskutečnění hovoru (například dostatečný kredit) a poté podle volaného MSISDN určí domovský registr (HLR) volaného čísla a číslo na něj předá.
HLR volaného čísla přijme tento požadavek a překontroluje oprávnění pro změnu volaného čísla přijmout hovor (zda například nemá blokované příchozí hovory). HLR také zkontaktuje návštěvnický registr (VLR) přiřazený mobilní ústředně, na které je zaregistrovaný volaný účastník, a předá návštěvnickému registru data potřebná k uskutečnění hovoru.
Pokud je volané číslo vypnuté, domovský registr zkontroluje, zda není aktivní služba přesměrování hovoru (viz níže) – na jiný telefon nebo do hlasové schránky. Pokud není žádné aktivní přesměrování, přehraje se volajícímu uživateli standardní hláška o tom, že volaný účastník není dostupný.
Pokud je volané číslo zapnuté, je ve VLR také údaj o Location area ve které se volané číslo nachází. Location area je skupina vzájemně blízkých základnových stanic. Pro zjednodušení si lze představit, jako kdyby při prvním zjištění věděla ústředna pouze kraj, ve kterém se volané číslo nachází. VLR vrátí Mobile Station Roaming Number účastníka domovskému registru, který jej předá mobilní ústředně volajícího účastníka. Mobilní ústředna volajícího účastníka vyšle požadavek na spojení hovoru na mobilní ústřednu volaného účastníka.
Mobilní ústředna volaného účastníka si načte potřebná data z návštěvnického registru, který je k ní přidružen. Poté provede prostřednictvím BSC tzv. paging, tedy dohledání volaného čísla v dané Location area. Probíhá tak, že každá BTS má svoje unikátní číslo a systém se každé BTS ptá, zda je volané číslo pod ní zaregistrováno. Jakmile je dohledána správná BTS, začne konečně volaný mobilní telefon zvonit a po přijetí hovoru můžeme hovořit.
Do hovoru se úmyslně přidává šum, aby účastníci neměli pocit, že se spojení rozpadlo.

## Tísňové volání
Přestože z pohledu uživatele se zdá, že tísňové volání funguje jako normální telefonní hovor, jedná se o zvláštní službu, která má i po technické stránce mnoho odlišností od běžného hovoru. Tísňové volání je možné uskutečnit i přes síť konkurenčního operátora, s nedostatečným kreditem nebo bez SIM karty. Další rozdíl je v tom, že tísňová volání jsou směrovány podle polohy volajícího na příslušné regionální centrum tísňového volání. V České republice je takových center 14.

## Zobrazení čísla volajícího (CLIP)
Calling line ID Presentation nebo také CLIP je další standardní službou sítě GSM a je spojená s uskutečněním hovoru. Když voláme nějakému uživateli, náš mobilní telefon (resp. SIM karta) do sítě odesílá své číslo IMSI. Toto interní 15místné číslo je přiřazeno účastnickému 9místnému telefonnímu číslu v databázi operátora, které se odešle volanému mobilnímu telefonu, který jej zobrazí na displeji. Obvykle k tomuto číslu dodá jméno uživatele z telefonního seznamu a díky tomu my víme, kdo nám volal.
V případě, kdy nastavíme službu CLIR (CLIR-PC) – nezobrazení čísla volanému, toto číslo se na poslední ústředně směrem k uživateli odfiltruje a volaný účastník číslo nevidí.
Pokud se jedná o telekomunikačního operátora nebo Policii a patrně i další, toto číslo uvidí anebo si jej může dodatečně zjistit.
CLIP – během sestavování příchozího spojení je zasláno číslo volající stanice, může být ovlivněna použitím CLIR na protistraně, číslo se nezobrazí, volá-li protistrana připojená k staré analogové ústředně, jinak se čísla zobrazí i na analogových telefonech s dieplejem. Jde o výchozí nastavení všech českých operátorů (číslo se zobrazuje), v jiných státech byla služba CLIP za poplatek a na základě aktivace.

### Zamezení identifikace (CLIR)
Calling line ID Restriction zde uvádíme pro doplnění systému zobrazování čísla. CLIR je nutno aktivovat.
Rozeznáváme několik druhů zamezení identifikace u operátora:
- Trvalé zamezení – naše číslo se nezobrazuje
- Dočasné zamezení zobrazení – Temporary CLIR – naše číslo se zobrazuje a při zadání kódu #31# před volané číslo se volanému uživateli naše číslo nezobrazí
- Dočasné zobrazení – Temporary CLIP – naše číslo se standardně nezobrazuje a při zadání kódu *31# před volané číslo se naše číslo zobrazí.

(tyto kódy lze Zadat buď ručně před volané číslo anebo přes menu telefonu, který prefix automaticky přidá)
I s aktivní službou se číslo volajícího vždy odesílá až k volanému mobilnímu telefonu a místo, kde dojde k zamezení čísla, je až volaný mobilní telefon. Proto všechny operátorské infolinky, vč. Policie mohou vidět, z jakého čísla voláme, i když si nastavíme CLIR.

### Podvody s identifikací volajícího
Podvodný telefonát zobrazí u příjemce hovoru jiné číslo, než je jeho skutečné tím, že pošle přes telefonní linku jinou CLIP identifikaci. V dubnu 2025 dokončil Vodafone opatření, díky kterému je od této doby u všech tří českých telefonních operátorů aktivní antispoofingové opatření, které před podvržením čísla chrání své zákazníky. Systém funguje na principu obousměrného ověřování hovorů mezi sítěmi operátorů. Podvodné hovory jsou blokovány. Služba je u všech operátorů zdarma.

## Přesměrování
Takzvané Call forwarding je další službou sítě GSM. Dá se nastavit pomocí speciálních GSM kódů, nebo také za pomoci mobilního telefonu.
Rozlišujeme dva druhy přesměrování:
- Podmíněné přesměrování – k přesměrování dojde pouze tehdy, je li splněna jedna z následujících podmínek:
  - Volaný účastník neodpovídá (nezvedá) telefon po dobu delší než xx sekund, kde xx je nastavitelné číslo v rozmezí jedné až 59 sekund.
  - Volaný účastník je mimo dosah signálu a zároveň se neodhlásil korektně ze sítě (jeho údaje jsou stále ve VLR.)
  - Volaný účastník odmítl hovor', nebo má obsazeno'
- Nepodmíněné přesměrování – k přesměrování dojde vždy. Má oproti podmíněnému přesměrování tu výhodu, že je nastaveno na HLR a nedochází ke složitému pagingu při spojení hovoru.

Přesměrování lze nastavit buď do vlastní hlasové schránky a nebo na libovolné telefonní číslo. Platí přitom pravidlo, že pokud je hovor přesměrován, tak mobilní telefon s nastaveným přesměrováním platí průběh přesměrovaného hovoru. Jinými slovy, jako kdyby volaný telefon vytočil číslo, na které má být přesměrováno.
Přesměrování lze i filtrovat buď na fax, data, hlas a nebo SMS.

## Čekající hovor
Call waiting je další službou sítě GSM. Nastavuje se v mobilním telefonu a tato služba funguje tak, že když vám někdo volá a vy zrovna taktéž hovoříte, volající účastník slyší standardizovanou hlášku „volaný účastník právě hovoří“ a vy na displeji mobilního telefonu vidíte další čekající hovor, kódy pro ovládání služby jsou:
- *43# aktivace
- #43# deaktivace
- *#43# dotaz

## Blokování - Call barring
Kromě přesměrování hovorů lze nastavit také blokování hovorů pomocí speciálních GSM kódů. Je možné blokovat buď všechny odchozí hovory, nebo všechny příchozí hovory a nebo pouze příchozí hovory v roamingu.

## Speciální GSM kódy
Jak již bylo řečeno výše, každá z těchto služeb je nastavitelná pomocí kódů a je také zajímavé, že díky tomu, že GSM je mezinárodní standard, jsou tyto služby nabízeny ve všech sítích.
- **051*PUK1*PIN1*PIN1# jako hovor změní kód PIN1 na libovolné číslo. Viz SIM karta
- **052*PUK2*PIN2*PIN2# jako hovor změní kód PIN2 na SIM kartě na libovolné číslo
- ##002# jako hovor ruší všechna přesměrování

|                                             | Přesměrování         |                                                 |                                                   |   |
| Aktivace a nastavení                        |                      |                                                 |                                                   |   |
| **21 – nepodmíněné                          |                      | *11 – hlas                                      | # – odeslat jako hovor                            |   |
| **61podmíněné (nezvedá)                     | *telefonní číslo     | *13 – fax                                       |                                                   |   |
| **62podmíněné (mimo dosah, vypnutý)         | *telefonní číslo     | *20 – data                                      |                                                   |   |
| **67podmíněné (obsazeno, odmítnutí hovoru)  | *telefonní číslo     | Je-li toto číslo vynecháno, přesměrovává se vše |                                                   |   |
|                                             |                      |                                                 |                                                   |   |
| **61 podmíněné (nezvedá)                    | * telefonní číslo    | ** časový interval (s)                          | # odeslat jako hovor                              |   |
| **62 podmíněné (mimo dosah, vypnutý)        | * telefonní číslo    | ** časový interval (s)                          |                                                   |   |
| **67 podmíněné (obsazeno, odmítnutí hovoru) | * telefonní číslo    | ** časový interval (s)                          |                                                   |   |
|                                             |                      |                                                 |                                                   |   |
| **002                                       | * tel. číslo         | # odeslat jako hovor                            | – nastaví všechna přesměrování najednou           |   |
| **004                                       | * tel. číslo         | # odeslat jako hovor                            | – nastaví všechna podmíněná přesměrování najednou |   |
|                                             |                      |                                                 |                                                   |   |
| Deaktivace                                  |                      |                                                 |                                                   |   |
| ##002                                       | # odeslat jako hovor | Zrušení všech přesměrování                      |                                                   |   |
| ##004                                       | # odeslat jako hovor | Zrušení všech podmíněných přesměrování          |                                                   |   |
|                                             |                      |                                                 |                                                   |   |
|                                             | PIN, PUK             |                                                 |                                                   |   |
| **04                                        | *starý PIN           | *nový PIN1                                      | *nový PIN1                                        | # |
| **05                                        | *PUK1                | *nový PIN1                                      | *nový PIN1                                        | # |
| **042                                       | *starý PIN2          | *nový PIN2                                      | *nový PIN2                                        | # |
| **052                                       | *PUK2                | *nový PIN2                                      | *nový PIN2                                        | # |